# Carludovica
Genre
Classification phylogénétique
Carludovica est un genre de plantes monocotylédones de la famille des Cyclanthaceae.
Cette plante sert notamment à la confection des chapeaux « Panama ».

## Liste des espèces
Seules quatre espèces sont acceptées dans ce genre à l'heure actuelle.
- Carludovica drudei Mast.
- Carludovica palmata Ruiz & Pav.
- Carludovica rotundifolia H.Wendl. ex Hook.f.
- Carludovica sulcata Hammel